# GameShark

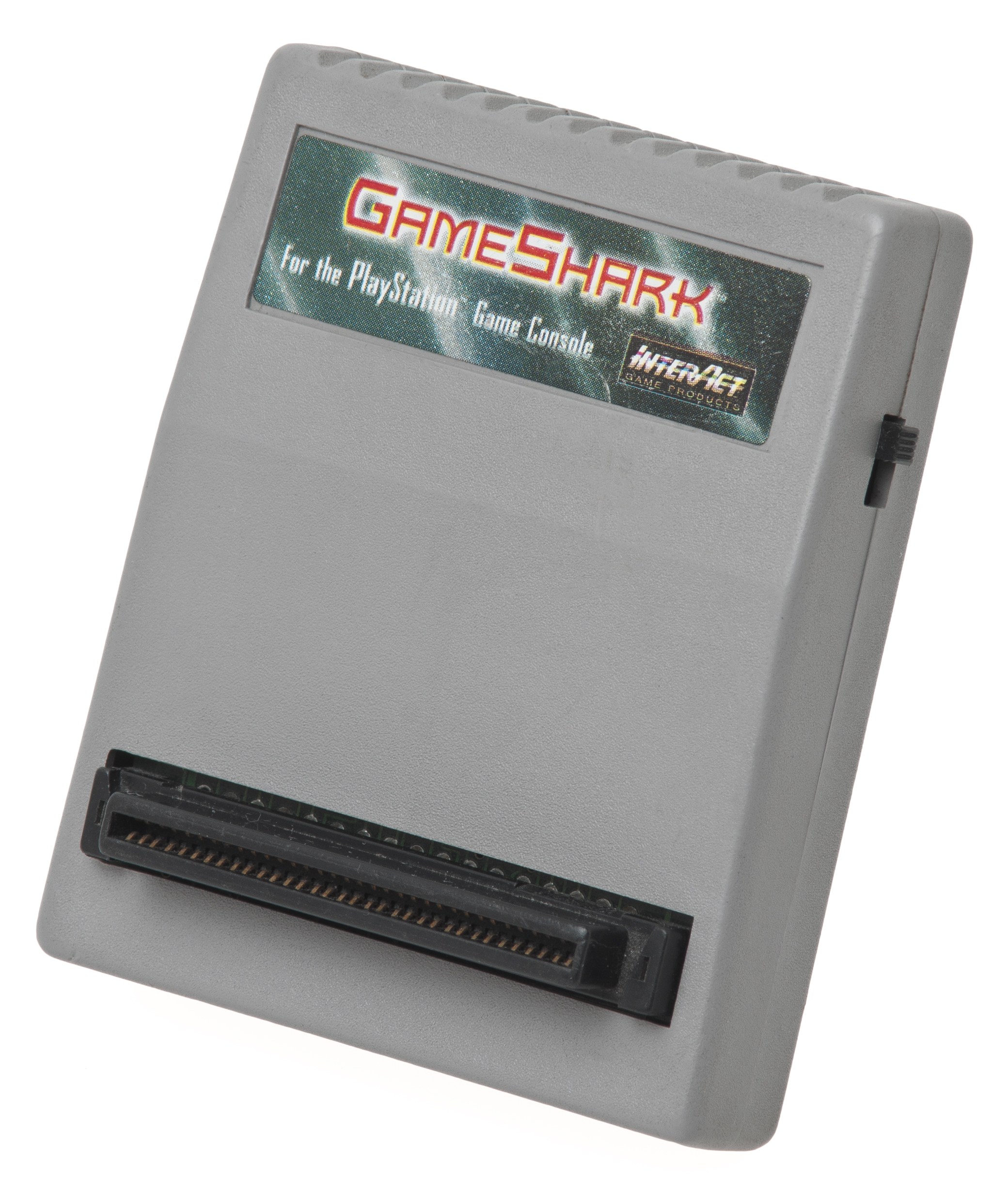
Game Shark para primeira versão do PlayStation.

Gameshark é a marca registrada de uma série de ferramentas de trapaça desenvolvidos para uma série de plataformas de videogame, como PlayStation e Nintendo 64, que servem para desbloquear os códigos dos jogos. Com ele, é possível, por exemplo, conseguir vidas infinitas, pular fases, ganhar superpoderes e conferir o final do game sem nunca ter jogado. Alguns truques vão além disso e seu herói pode até voar, atravessar paredes e outras ações impossíveis de fazer sem este acessório. Os códigos devem ser adicionados em seu gameshark através da interface gráfica que aparece na tela. Existem vários modelos e tipos de gameshark, por isso, as telas e comandos para inserir podem variar de modelo para modelo.
Atualmente, a marca é propriedade da Mad Catz, Inc., que transformou o produto em um dispositivo de memória para armazenamento de jogos.
Existem ainda versões (4,5 e 6) para PlayStation 2 que reproduzem mídias como videos e músicas.
O gameshark,Codebreaker e Action Replay não funciona em Consoles Playstation 2 que não sejam desbloqueados com o chip Thunder. É o único que aceita rodar essa ferramenta. É o console com o desbloqueio mais dificil de se achar para comprar.

## Produtos
Quando o GameShark original foi lançado, ele veio com 4.000 códigos pré-carregados. Códigos poderiam ser inseridos, mas ao contrário do Game Genie, os códigos foram salvos na memória flash onboard e poderiam ser acessados mais tarde, em vez de precisarem ser reinseridos. Os cartuchos também agiram como cartões de memória, com capacidade de armazenamento igual ou superior aos cartões de memória de primeira parte dos consoles. Foi originalmente lançado para os consoles Sega Saturn e Sony PlayStation em janeiro de 1996. Foi vice-campeão da Electronic Gaming Monthly como melhor periférico de 1996 - atrás apenas do controle analógico Saturn.

## Plataformas

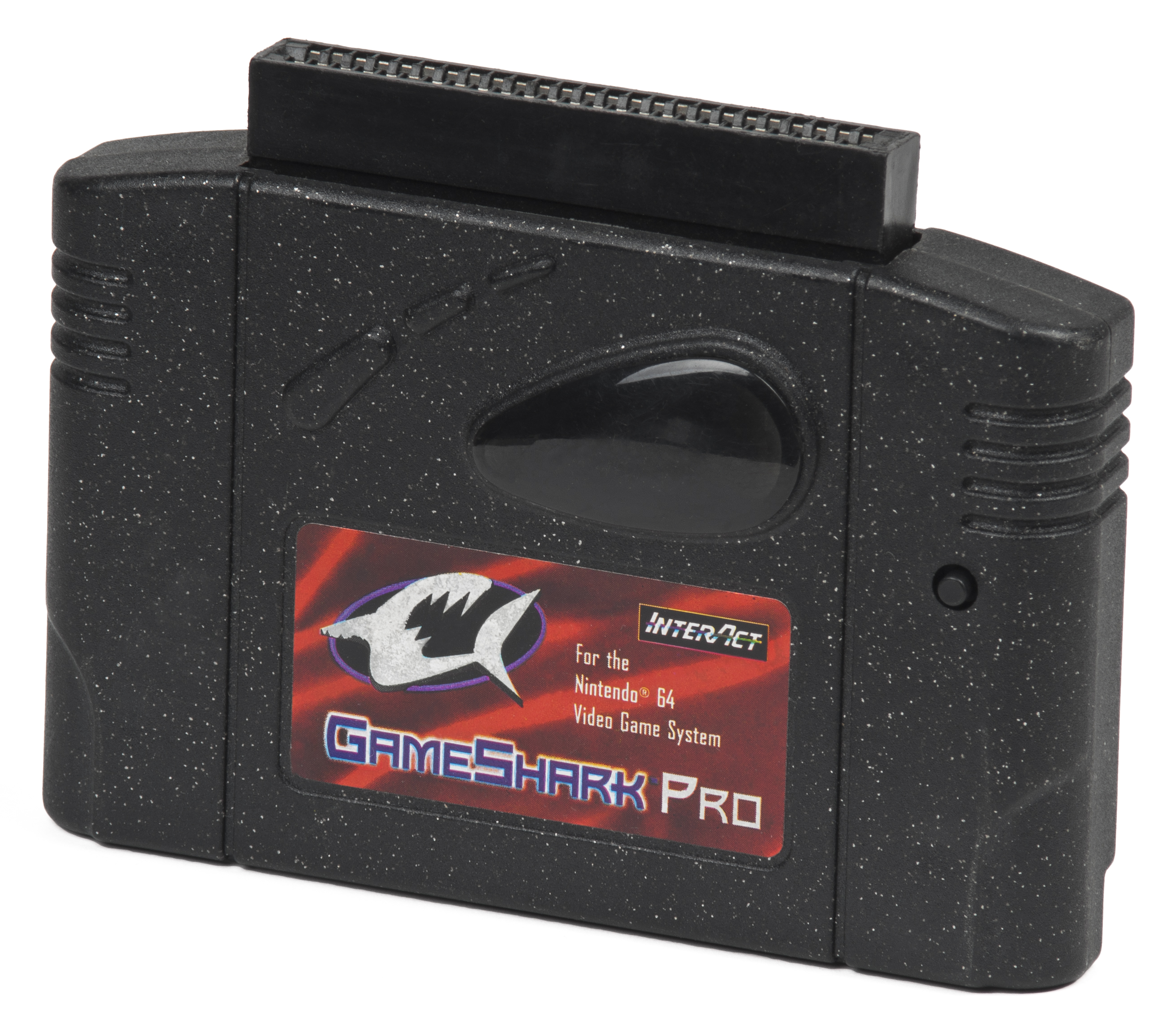
GameShark Pro para Nintendo 64.

Plataformas que possuem gameshark:
- Game Boy
- Game Boy Color
- Game Boy Advance
- Game Boy Advance SP
- Nintendo 64
- Nintendo GameCube
- Nintendo Wii
- PlayStation
- PlayStation 2
- PlayStation 3
- PSP
- Sega Dreamcast
- Sega Saturn
- Xbox
- Nintendo DS
- PC